# Historia en la penumbra
Historia en la penumbra (en alemán Geschichte in der Dämmerung) es una novela del escritor austriaco Stefan Zweig escrita en 1911. En español suele estar editada junto a otros relatos cortos.

## Argumento
El narrador describe la historia de amor de un joven quinceañero, Bob, de vacaciones en un castillo escocés. Esta significa su primera experiencia amorosa y se desarrolla misteriosamente, en la penumbra de la noche y sin poder identificar claramente a la joven que se lanza sobre él de continuo.
En su afán de descubrir a la misteriosa chica que se niega a ser identificada, idealizará a su amor hasta el sorprendente final.